# Équipe de Yougoslavie de football au Championnat d'Europe 1960

L'équipe de Yougoslavie de football participe au 1er championnat d'Europe, édition 1960, dont le tournoi final se déroule en France du 6 au 10 juillet 1960.
Les Yougoslaves éliminent le pays hôte en demi-finale puis s'inclinent en finale sur le score de 2-1 après prolongation contre l'URSS. À titre individuel, Milan Galić et Dražan Jerković font partie des cinq joueurs qui finissent meilleurs buteurs de la compétition.

## Phase qualificative

### Huitième de finale
| Équipe 1    | Résultat | Équipe 2 | Aller | Retour |
| ----------- | -------- | -------- | ----- | ------ |
| Yougoslavie | 3 - 1    | Bulgarie | 2 - 0 | 1 - 1  |

### Quart de finale
| Équipe 1 | Résultat | Équipe 2    | Aller | Retour |
| -------- | -------- | ----------- | ----- | ------ |
| Portugal | 3 - 6    | Yougoslavie | 2 - 1 | 1 - 5  |

## Phase finale

### Demi-finale
| Entraîneur : |
| A. Batteux   |

| Entraîneur :                        |
| A. Tirnanic, L.Lovrić et D. Nikolic |

| Entraîneur : |
| A. Batteux   |

| Entraîneur :                        |
| A. Tirnanic, L.Lovrić et D. Nikolic |

### Finale
| Titulaires : |  |
| |  |
| Lev Yachine Givi Chokheli Anatoli Maslyonkin Anatoly Krutikov Yuri Voinov Igor Netto Slava Metreveli Valentin Ivanov Viktor Ponedelnik Valentin Bubukin Mikhaïl Meskhi |  |
| Entraîneur : |  |
| G. Kachalin |  |

| Titulaires : |  |
| |  |
| Blagoja Vidinić Vladimir Durković Fahrudin Jusufi Ante Žanetić Jovan Miladinović Željko Perušić Željko Matuš Dražan Jerković Milan Galić Dragoslav Šekularac Bora Kostić |  |
| Entraîneur : |  |
| A. Tirnanic, L.Lovrić et D. Nikolic |  |

| Titulaires : |  |
| |  |
| Lev Yachine Givi Chokheli Anatoli Maslyonkin Anatoly Krutikov Yuri Voinov Igor Netto Slava Metreveli Valentin Ivanov Viktor Ponedelnik Valentin Bubukin Mikhaïl Meskhi |  |
| Entraîneur : |  |
| G. Kachalin |  |

| Titulaires : |  |
| |  |
| Blagoja Vidinić Vladimir Durković Fahrudin Jusufi Ante Žanetić Jovan Miladinović Željko Perušić Željko Matuš Dražan Jerković Milan Galić Dragoslav Šekularac Bora Kostić |  |
| Entraîneur : |  |
| A. Tirnanic, L.Lovrić et D. Nikolic |  |

## Navigation